# Thomas Schüller
Thomas Schüller (* 28. Juli 1961 in Köln) ist ein deutscher römisch-katholischer Theologe und Kirchenrechtler.

## Leben
Schüller studierte von 1982 bis 1987 Katholische Theologie an den Universitäten Tübingen, Innsbruck und Bonn. Von 1991 bis 1993 war Schüller wissenschaftlicher Mitarbeiter am Kirchenrechtlichen Seminar an der Rheinischen Friedrich-Wilhelms-Universität Bonn. Nachdem er 1992 mit seiner Dissertation Die Barmherzigkeit als Prinzip der Rechtsapplikation in der Kirche im Dienste der salus animarum: ein kanonistischer Beitrag zu Methodenproblemen der Kirchenrechtstheorie bei Hubert Müller an der Universität Bonn zum Doktor der Theologie promoviert worden war, erwarb er 1994 das Lizenziat im Kanonischen Recht an der Universität Münster. 
Vom 1. April 1994 bis 2009 war er Leiter der Stabsstelle Kirchliches Recht im Bischöflichen Ordinariat des Bistums Limburg sowie von 1997 bis 2001 persönlicher Referent des damaligen Limburger Bischofs Franz Kamphaus. Von 2005 bis 2009 war Schüller zunächst als Honorarprofessor und später ordentlicher Professor an der Philosophisch-Theologischen Hochschule Vallendar tätig, bevor er 2009 als ordentlicher Professor für Kirchenrecht an das Institut für Kanonisches Recht der Universität Münster berufen wurde, dessen Direktor er ist.
Schüller ist Mitglied der Deutschen Gesellschaft für Kirchenrecht, der Arbeitsgemeinschaft Kirchenrecht sowie der Gesellschaft katholischer Publizisten.
Am 9. November 2021 erhielt Schüller den Preis wissen.kommuniziert der Universitätsgesellschaft Münster.
Im Zuge der Diskussion um die Aufarbeitung des sexuellen Missbrauchs in der römisch-katholischen Kirche in Deutschland, insbesondere auch zu den diesbezüglichen Konflikten um den Kölner Erzbischof Rainer Maria Woelki, veröffentlichte Schüller wiederholt Stellungnahmen, ebenso zu den Auseinandersetzungen um den Gesprächsprozess „Synodaler Weg“ der deutschen katholischen Kirche. Er unterstützte darin weitgehende Reformbemühungen und kritisierte Bestrebungen der Kirchenleitung, auf klerikalen Machtpositionen zu beharren. Im September 2021 teilte er mit, dass er und andere Theologen in stark zunehmendem Maß persönlichen Angriffen „bis hin zur Androhung von Gewalt“ ausgesetzt seien.
Im ARD-Brennpunkt vom 20. Januar 2022 mit dem Titel Das Missbrauchsgutachten sagte Schüller, dass der emeritierte Papst Benedikt XVI. die Wahrheit leugne und in Bezug auf seine Anwesenheit auf der Sitzung im Januar 1980 sagte er, dass er eindeutig gelogen habe.
Für das Bistum Münster erarbeitete er zusammen mit Thomas Neumann eine Disziplinarordnung für Kleriker, die am 1. März 2025 von Bischof Felix Genn in Kraft gesetzt wird und die weltweit einzigartig ist.

## Veröffentlichungen

### Monographien (Auswahl)
- Die Barmherzigkeit als Prinzip der Rechtsapplikation in der Kirche im Dienste der salus animarum. Ein kanonistischer Beitrag zu Methodenproblemen der Kirchenrechtstheorie (= 14, hrsg. von Hubert Müller und Rudolf Weigand), Würzburg 1993.
- zusammen mit Michael Böhnke, Zeitgemäße Nähe. Evaluation von Modellen pfarrgemeindlicher Pastoral nach c. 517 §2 CIC (= Studien zur Theologie und Praxis der Seelsorge 84), Würzburg 2011.
- zusammen mit Judith Hahn und Christian Wode, Kirchenrecht in den Medien, Konstanz 2013.
- Kommentar (Bearbeitung und Ergänzung) des Vereinigungsrechts des Codex Iuris Canonici, in: Münsterischer Kommentar zum Codex Iuris Canonici, Essen seit 1985

### Herausgeberschaften
- Kirchliches Recht als Freiheitsordnung. Gedenkschrift für Hubert Müller, Würzburg 1997
- Zwangsarbeiter und Kriegsgefangene im Bistum Limburg, Limburg 2001
- Katalog zur Ausstellung Zwangsarbeit in der Kirche, Limburg 2002
- zusammen mit Michael Böhnke: Gemeindeleitung durch Laien? Internationale Erfahrungen und Erkenntnisse, Regensburg 2011
- zusammen mit Judith Könemann: Das Memorandum. Die Positionen im Für und Wider, Freiburg 2011
- zusammen mit Clemens Leonard: Tot in die Kirche? Rechtliche und liturgische Aspekte der Profanierung von Kirchen und ihre Umnutzung zu Kolumbarien, Regensburg 2012
- zusammen mit Martin Zumbült, Iustitia est constans et perpetua voluntas ius suum cuique tribuendi. Festschrift für Klaus Lüdicke zum 70. Geburtstag (= BzMK 70), Essen 2014.
- zusammen mit Marianne Heimbach-Steins und Judith Wolf, Katholische Krankenhäuser – herausgeforderte Identität, Paderborn 2017.
- zusammen mit Michael Seewald, Die Lehrkompetenz der Bischofskonferenz. Dogmatische und kirchenrechtliche Perspektiven, Regensburg 2020.